# Jeff Altman
Jeff Altman (Syracuse, 13 agosto 1951) è un attore e cabarettista statunitense.

## Biografia
Nato a Syracuse, New York, da Genelle, casalinga, e Arthur, direttore delle vendite, Altman si è laureato in scienze sociali alla Johns Hopkins University nel 1974. Nel 1976, debutta in televisione su Cos, uno spettacolo di varietà per bambini di Bill Cosby. Un anno dopo è entrato a far parte dello Starland Vocal Band Show, dove ha lavorato al fianco di celebrità come David Letterman e Mark Russell.
Altman incontrò Letterman nel 1975 al Comedy Store di Hollywood. Dopo alcune cene e aver anche partecipato insieme alla 500 Miglia di Indianapolis, sono diventati grandi amici. Durante una di queste uscite, una donna, che era una grande fan di Letterman, si era avvicinata a loro e aveva chiesto se Altman poteva scattare una foto a lei e Letterman, usando la sua macchina fotografica. Mentre posavano e Altman stava allineando l'inquadratura, all'improvviso si è staccato ed è scappato, fingendo di rubare la macchina fotografica.
Da quel momento, Jeff Altman è apparso al Late Night with David Letterman e al Late Show with David Letterman per un totale di 45 volte. A metà degli anni '80, è stato il testimonial dei ristoranti Arby's, delle patatine Tostitos e dell'olio motore Valvoline e nel 1990 di Budweiser.

## Filmografia parziale

### Cinema
- Prigione modello (Doin' Time), regia di George Mendeluk (1985)
- Soul Man, regia di Steve Miner (1986)
- Highlander II - Il ritorno (Highlander II - The Quickening), regia di Russell Mulcahy (1991)
- Holiday in the Sun, regia di Steve Purcell (2001)
- Bee Movie, regia di Simon J. Smith e Steve Hickner (2007)

### Televisione
- Corsie in allegria (Nurses) - serie TV (1991-92)
- Caroline in the City - serie TV (1996)
- Mike Land: professione detective (Land's End) - serie TV (1996)
- Late Show with David Letterman - programma TV (2008-10)